# Koliada (gud)

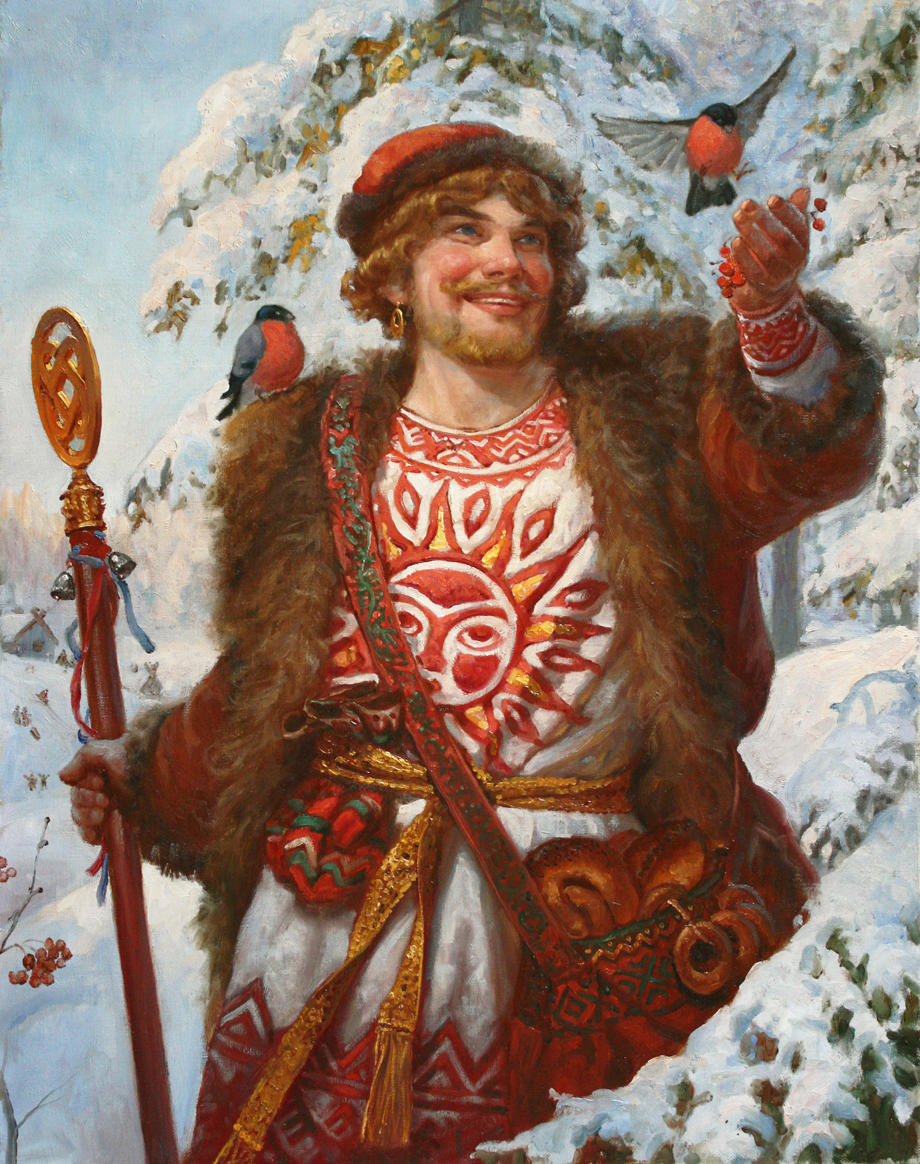
Kolyada by Andrey Shishkin

Koliada var vintersolståndets gud inom slavisk mytologi.
Koliada firades till hans ära. 